# 清水文二郎
清水 文二郎（淸水、しみず ぶんじろう、1853年（嘉永6年1月） - 1920年（大正9年）3月28日）は、日本の政治家。衆議院議員（1期）。

## 経歴
石見国邇摩郡大国村(のち島根県邇摩郡明治村→大国村→仁摩町、現・大田市)生まれ。漢学を学ぶ。日貫村(のち石見町、現・邑南町)連合会議員、同村学務委員、徴兵参事員、市木村(のちに瑞穂町(現・邑南町)と那賀郡旭村(のち旭町、現・浜田市)に分割)戸長、勧業諮問会員となる。
1890年の第1回衆議院議員総選挙において島根4区から無所属で立候補したが落選。1892年の第2回衆議院議員総選挙では弥生倶楽部所属で再び立候補して当選した。衆議院議員を1期務め、1894年3月の第3回衆議院議員総選挙では立憲改進党で立候補したが落選。同年9月の第4回衆議院議員総選挙で落選。1898年3月の第5回衆議院議員総選挙では国民協会から立候補したが落選。同年8月の第6回衆議院議員総選挙で再び国民協会から立候補したが落選した。1920年に死去した。